# Fusillade du lycée Marysville-Pilchuck
La fusillade du lycée Marysville-Pilchuck est une tuerie en milieu scolaire qui s’est produite le vendredi 24 octobre 2014 à l'école secondaire Marysville-Pilchuck (Marysville Pilchuck High School), située à Marysville près de Seattle, dans l'État de Washington, aux États-Unis.

## Chronologie
Le tueur est un adolescent de 15 ans du nom de Jaylen Ray Fryberg. D'origine amérindienne, le jeune homme était réputé comme étant un élève gentil et populaire, jouant notamment dans l'équipe de football américain de son établissement. 
Le vendredi 24 octobre 2014, Fryberg organise un déjeuner avec cinq de ses camarades, dont deux de ses cousins, à la cafétéria du lycée. Il ouvre alors le feu sur toutes les personnes rassemblées autour de la tablée, tuant une adolescente de 14 ans du nom de Zoé Galasso et blessant grièvement les quatre autres jeunes. Deux jours plus tard, Gia Soriano succombe à ses blessures. Elle sera suivie ensuite de Shaylee Chuckulnaskit le 31 octobre 2014 et enfin d'Andrew Fryberg, cousin de Jaylen, le 7 novembre 2014. Nate Hatch, autre cousin du tueur, a survécu à ses blessures à la mâchoire. Le bilan final est donc de cinq morts, incluant le tireur qui avait retourné l'arme contre lui, et d'un blessé.
Le motif de ce massacre semble être le fait d'une déception amoureuse. Il s'est avéré que Jaylen Fryberg ait vu ses avances repoussées par Zoé Galasso qui serait sortie avec Andrew Fryberg. L'attaque a donc été préméditée dans une optique de vengeance. Durant les mois précédant la tuerie, Jaylen Fryberg exposait sur Twitter, sa déception amoureuse et son désir de se venger des personnes qui lui faisaient du tort. Son dernier tweet posté la veille du massacre indiquait "It won't last... It'll never last...." ("ça ne va pas durer... Ca ne durera jamais..." en français).

## Enquête
En mars 2015, le père du meurtrier est poursuivi pour avoir acheté l'arme dont son fils s'était servi pour la fusillade ; il plaide non coupable mais est condamné à deux ans de prison au début de 2016 pour possession illégale d'arme.